# حزب العمال (تونس)
حزب العمال (حزب العمال الشيوعي التونسي سابقا)، أكبر أحزاب اليسار النشطة في تونس. أسس الحزب في 3 جانفي 1986 من طرف عدد من المناضلين السابقين في منظمة العامل التونسي.

## أصل التسمية
سُمي حزب العمال "حزب العمال الشيوعي التونسي" منذ تأسيسه وغُير إسمه لـ'حزب العمال" منذ 10 جويلية 2012.

## الأهداف
تعريفه المعلن عن نفسه هو: «منظمة ثورية، تجمع مناضلين انضموا إليها عن طواعية للنضال سويا من أجل تحقيق الهدف الأسمى الشيوعي على مستوى وطني وعالمي.»

## مسيرة الحزب

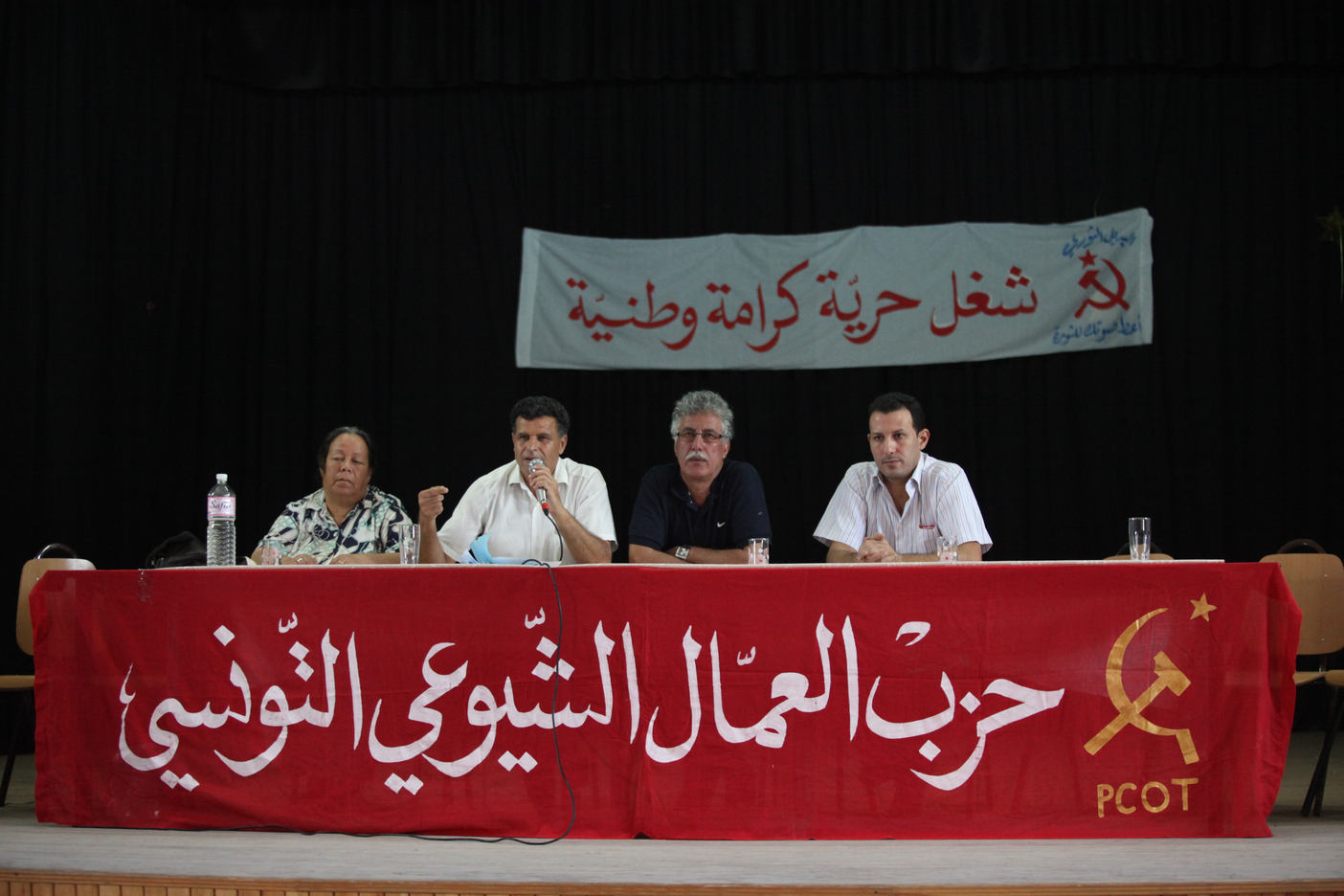

تأسس يوم 3 يناير/ كانون الثاني 1986 على أنقاض منظمة العامل اليسارية المحظورة التي كانت تنشط في الأوساط العمالية.
ورغم كونه حزبا يساريا يتبنى الأطروحات الماركسية اللينينية، فإنه أيضا يرى في الديمقراطية وسيلة للنضال السياسي والدفاع عن الطبقات الكادحة والمحرومة وفق قوله.
منع من الترخيص لدى إعلان تأسيسه في أواسط الثمانينيات، لكنه استمر في نشاطه السياسي والنقابي المناهض للحكومة والمطالب بمزيد من الحريات النقابية والسياسية، ومزيد من تحسين الظروف الاجتماعية والاقتصادية.
واستمر معارضا قويا للرئيس المخلوع زين العابدين بن علي، وكان الحزب الوحيد الذي رفض التوقيع على ما يسمى الميثاق الوطني الذي قدمه الرئيس عام 1988 لتنظيم الحياة السياسية ووافقت عليه بقية القوى والأحزاب السياسية.
وبالموازاة مع صراع الحزب ومؤسسوه ضد نظامي الرئيسين الحبيب بورقيبة وبن علي خاض كذلك صراعا لا يقل شراسة ضد حركة الاتجاه الإسلامي التي أصبحت فيما بعد تسمى «النهضة» حيث كان الشيوعي من أشد خصومها نقدا ومعاداة.
عند تسلم زين العابدين بن علي مفاتيح السلطة، وبعد الإطاحة بالحبيب بورقيبة، وقعت جميع المنظمات والهياكل، والأحزاب على ما يعرف بوثيقة الميثاق الوطني، التي قدمتها الحكومة على أنها الحل لتنظيم الحياة السياسية في البلاد. إلا أن حزب العمال الشيوعي التونسي كان الوحيد الذي رفض الإمضاء على هذه الوثيقة.
في فيفري ومارس 1998 قامت السلطات بالقبض على 16 ناشطا في الحزب وحوكموا بتهمة الانتماء لمنظمة غير مرخص لها، في حين دخل حمة الهمامي وعمار عمروسية وسمير طعم الله في حالة السرية ولم يخرجوا منها إلا في 2 فيفري 2002 أثناء محاكمتهم التي انتهت بنقلهم إلى السجن. كما تعرض العديد من نشطاء الحزب للاعتقال والتعذيب في عهد بورقيبة وبن علي ومن أبرزهم نبيل البركاتي الذي مات تحت التعذيب بمدينة قعفور وتحول بعدها إلى رمز من رموز الحزب ومقاومة التعذيب في تونس.
لحزب العمال وجود هام على الساحة الطالبية في صلب الاتحاد العام لطلبة تونس كما لهم وجود في صلب الاتحاد العام التونسي للشغل. عمل حزب العمال في السرية منذ تأسيسه إلى قيام الثورة التونسية. اعترف بالحزب في 18 مارس 2011، وفي أيام 22، 23 و24 جويلية أقام أول مؤتمر له في قصر الرياضة بالمنزه.
شارك الحزب في انتخابات المجلس الوطني التأسيسي التونسي بقائمات «البديل الثوري» التي تحصلت على 63652 صوت أي مايعادل 1.57% مما أهلها للفوز ب3 مقاعد: أحمد السافي (عن دائرة صفاقس 1)، حطاب بركاتي (عن دائرة سليانة) وفتحي لطيف (عن دائرة القيروان).
- كان حزب العمال أحد أطراف هيئة 18 أكتوبر للحقوق والحريات التي ظهرت عام 2005 والتي ضمت إلى جانبه الحزب الديمقراطي التقدمي وحركة النهضة الإسلامية وشخصيات يسارية وقومية مختلفة. للحزب تنظيم شبابي يدعى اتحاد الشباب الشيوعي التونسي يصدر نشرية «إلى الأمام».

كما يضم الحزب إلى جانب منظمته الشبابية
منظمة مساواة النسائية واليسار النقابي الناشط داخل هياكل اتحاد الشغل.
ينتمي الحزب لندوة الأحزاب والمنظمات الماركسية اللينينية (الوحدة والنضال) ذات التوجه «الألباني».

## وصلات خارجية
- الموقع الرسمي
- حزب العمال في موقع الحوار المتمدن